# Johan Fischer
Johan Philip Albrecht Fischer, ook vermeld als Johann Philipp Albrecht Fischer en  J.Ph.A. Fischer (Ingersleben, gedoopt 16 december 1698 – Utrecht, 30 oktober 1778) was een Nederlandse organist en beiaardier uit de 18e eeuw.
Fischer werd geboren in Thüringen. Hij begon zijn muzikale loopbaan in 1720 als organist in de Hervormde kerk in IJsselstein. Vanaf 1725 bespeelde hij het pijporgel van de Lutherse kerk in Utrecht en vanaf 1737 dat van de Dom van Utrecht, waarbij hij de functies organist en beiaardier combineerde. In 1750 keerde hij even bij IJsselstein terug om de orgelbouwer Bätz te adviseren omtrent een dan aldaar nieuw te bouwen orgel. 
Van zijn hand verscheen een aantal publicaties en boeken omtrent het orgel- en beiaardspel:
- in 1728 verscheen Kort en grondig onderwys van de transpositie, beneffens eenige korte aanmerkingen over de musiek der Ouden, de onnodigheit van eenige modis, en het ut, re, mi, als mede de subsemitonia, of gesneede klavieren waer noch bygevoegt is, eene korte en gemakkelyke methode, om een klavier gelyk te stemmen[2]
- in 1731 verscheen Korte en noodigste grond-regelen van de bassus-continuus beneffens verscheidene aanmerkingen over desselfs behandelingen[3]
- In 1738 verscheen Verhandeling van de klokken en het klokke-spel bij Willem Kroon, die een aantal herdrukken beleefde[4]

Hij componeerde voorts nog een aantal werken: Concert voor klavier (uitgegeven door Olfosen, Amsterdam) en een symfonie voor groot orkest voor het honderdjarig bestaan van de Universiteit Utrecht (1736). Drie delen van die Sinfonia in D (Allegro-andante-allegro) zijn later bewerkt tot muziek voor orgel solo en werden in september 2017 uitgevoerd. Een ander deel is getiteld Intrata. In 1766 schreef hij de (niet bewaard gebleven) feestmuziek voor de receptie ter gelegenheid van het bezoek van Mozart en zijn zus Marianne aan Utrecht in april van dat jaar, in opdracht van het Collegium Musicum. Hij schreef ook een niet meer bekend werk ter gelegenheid van de inwijding in november 1766 van de nieuwe muziekzaal van het Collegium Musicum Ultrajectinum (Muziekcollege), namelijk het koor van de Mariakerk aan de Mariaplaats.
Fischer werd op 2 februari 1773 - de tweede vergadering na die van zijn oprichting op 22 januari 1773 - benoemd tot honorair binnenlands lid van het Provinciaal Utrechts Genootschap van Kunsten en Wetenschappen.